# Kalisz
Kaliszⓘ [ˈkaliʃ], deutsch Kalisch, ist eine polnische Kreisstadt in der Woiwodschaft Großpolen – jeweils rund 100 km von den Städten Breslau, Posen und Łódź entfernt, an der Prosna. Auf Grund der sehr frühen schriftlichen Erwähnung (150 n. Chr.) kann sich Kalisz rühmen, eine der ältesten urkundlich belegten Städte Polens zu sein. Wirtschaftliche Bedeutung besteht in den Bereichen der Textilindustrie, des Maschinenbaus und der Herstellung von Musikinstrumenten. Kalisz ist Sitz dreier Hochschulen und Bischofssitz.

## Stadtgliederung
Die Stadt ist Verwaltungssitz des Powiat Kaliski.

### Eingemeindungen
Im Jahr 2000 wurden die Dörfer Dobrzec und Sulisławice eingemeindet.

## Stadtwappen
Das Wappen von Kalisz besteht aus einem zweitürmigen Kastell, über dessen Tor ein polnisch gekleideter Wächter in das Horn stößt, umgeben von vier Sternen. Auf den Zinnen der Türme sprießen je drei Rohrkolben hervor. Farben Rot in Silber.

## Geschichte

Rathaus im September 1835 während der „Großen Revue von Kalisch“

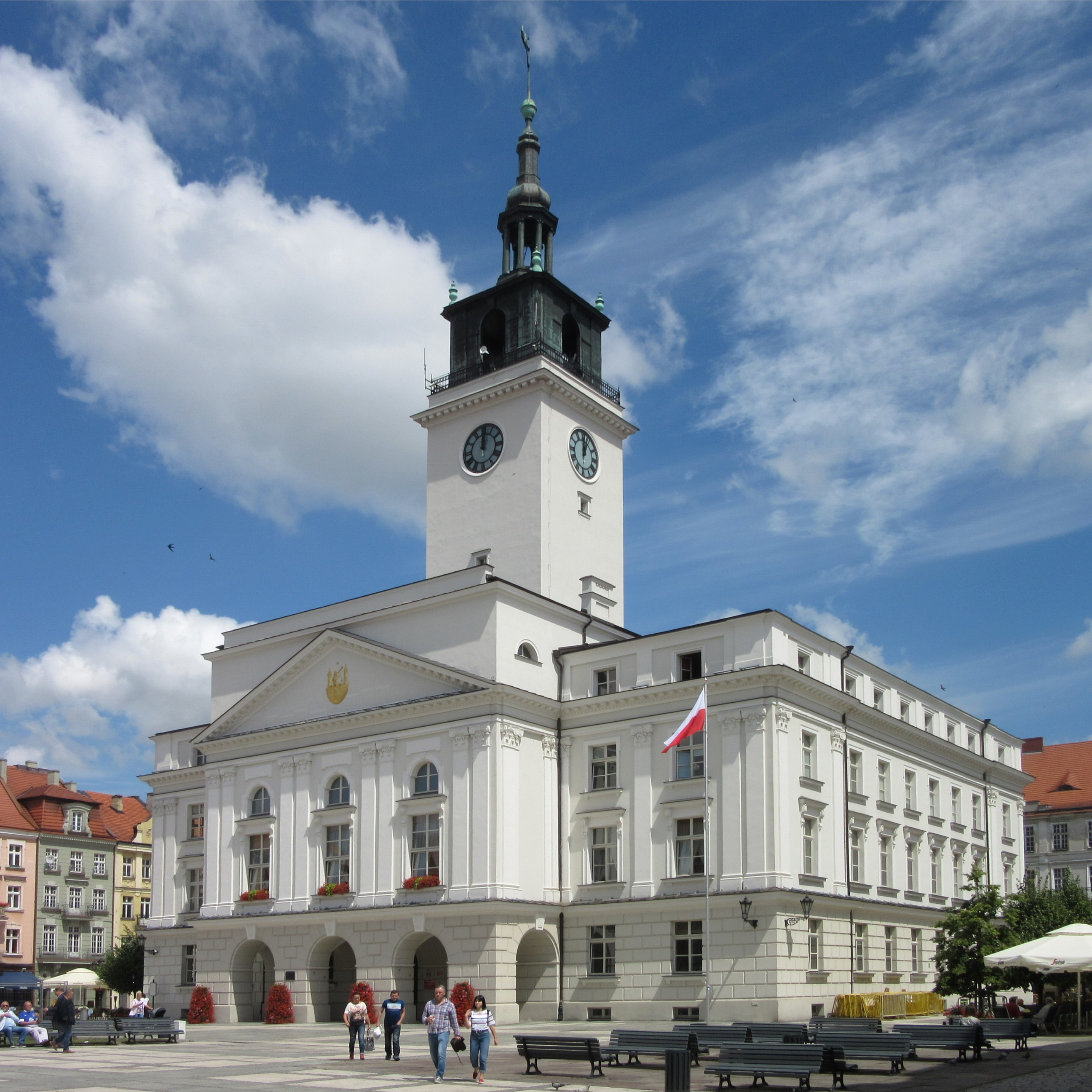
Rathaus

Kalisz wird bereits um das Jahr 150 n. Chr. als Calisia, ein Ort der germanischen Diduni (Wandalen) vom alexandrinischen Geografen Claudius Ptolemäus erwähnt und ist somit eine der ersten urkundlich nachgewiesenen Städte auf dem Gebiet des heutigen Polen. Ab 1193 war Kalisz die Hauptstadt eines piastischen Herzogtums, das 1305 zur Woiwodschaft umgewandelt wurde. Statut kaliski (deutsch: Statut von Kalisch) war ein Judenschutzbrief, der von Herzog Bolesław dem Frommen (poln.: Bolesław Pobożny, 1224/27–1279) am 8. September 1264 in Kalisz erlassen wurde.
Nach der zweiten Teilung Polens gehörte Kalisch von 1793 bis 1807 zu Preußen. Während dieser Zeit war die Stadt die Hauptstadt des Kammerdepartments Kalisch in der preußischen Provinz Südpreußen. Danach gehörte die Stadt zum Herzogtum Warschau und ab 1815 zu Kongresspolen. Am 28. Februar 1813 wurde der Bundesvertrag zwischen Preußen und Russland in Kalisz unterzeichnet, der zu den Befreiungskriegen führte. Im September 1835 fand hier die Große Revue von Kalisz mit über 60.000 Beteiligten statt.
Nach 1815 entwickelte sich Kalisz zur Industriestadt mit vielen Textil-, Handschuh-, Strumpf- und Spitzenfabriken. Kalischer Spitzen waren weltberühmt. Jüdische Kaufleute trugen zu dieser Entwicklung bei; in den 1890er Jahren betrug der jüdische Bevölkerungsanteil um die 38 Prozent.
Im August 1914 wurde die Stadt durch deutschen Artilleriebeschuss großenteils zerstört (siehe Zerstörung von Kalisz) und anschließend teilweise in traditionellem und teilweise in modernem Stil wiederaufgebaut.
1918 wurde Kalisz durch die Neuerrichtung Polens nach 123 Jahren wieder Teil eines polnischen Staates. Von 1939 bis 1945 gehörte Kalisch als Stadtkreis und Sitz des Landrates für den gleichnamigen Landkreis zum deutschen Reichsgau Wartheland. Am 23. Januar 1945 wurde Kalisch fast unzerstört von der sowjetischen Armee eingenommen. Von 1975 bis 1998 war Kalisz Hauptstadt der Woiwodschaft Kalisz, zu der auch Teile von Niederschlesien gehörten.

## Religionen
Kalisz ist seit 1992 Sitz eines katholischen Bistums. Seit 1793 existiert auch eine Gemeinde der Evangelisch-Augsburgischen Kirche in Polen in der Stadt, der heute etwa 300 Mitglieder angehören. Daneben gibt es eine polnisch-orthodoxe Gemeinde (etwa 50 Mitglieder) sowie eine Baptistengemeinde. Die Juden der Stadt wurden 1940 von den deutschen Besatzern deportiert.

## Politik

### Stadtpräsident
Der Stadtpräsident steht dem Stadtvorstand vor und ist gleichzeitig Chef der Verwaltung. Seit 2014 war dies Grzegorz Sapiński, der früher der PO angehört hatte, aber im Vorfeld der Selbstverwaltungswahlen 2014 aus der Partei ausgeschlossen worden war. Er wurde sodann als unabhängiger Kandidat gewählt. Bei der turnusgemäßen Neuwahl im Oktober 2018 kandidierte er erneut für sein eigenes Wahlkomitee, schied aber bereits im ersten Wahlgang aus. Zu seinem Nachfolger wurde Krystian Kinastowski gewählt. Die turnusmäßige Wahl 2024 führte zu folgenden Ergebnis:
- Krystian Kinastowski (Wahlkomitee „Krystian Kinastowski – Koalicja Kalisza“) 56,2 % der Stimmen
- Piotr Łuszczykiewicz (Koalicja Obywatelska) 26,9 % der Stimmen
- Sławomir Lasiecki (Prawo i Sprawiedliwość) 8,3 % der Stimmen
- Eskan Darwich (Trzecia Droga) 5,7 % der Stimmen
- Mikołaj Marucha (Wahlkomitee „Aktiv 2024“) 9,4 % der Stimmen

Damit wurde Amtsinhaber Kinastowski bereits im ersten Wahlgang wiedergewählt.
Die turnusmäßige Wahl 2018 führte zu folgenden Ergebnis:
- Krystian Kinastowski (Unabhängiger Block „Wszystko i Samorządny zgodnie dla Kalisza“) 21,3 % der Stimmen
- Dariusz Grodziński (Koalicja Obywatelska) 20,0 % der Stimmen
- Piotr Kaleta (Prawo i Sprawiedliwość) 18,8 % der Stimmen
- Karolina Pawliczak (Sojusz Lewicy Demokratycznej / Lewica Razem) 16,8 % der Stimmen
- Zbigniew Maj (Wahlkomitee „Hier und Jetzt“) 9,4 % der Stimmen
- Grzegorz Sapiński (Wahlkomitee „Grzegorz Sapiński – parteilos“) 8,1 % der Stimmen
- Piotr Kościelny (Wahlkomitee Piotr Kościelny) 3,8 % der Stimmen
- Jerzy Kozłowski (Kukiz’15) 1,8 % der Stimmen

Bei der damit notwendigen Stichwahl, die der bisherige Amtsinhaber Sapiński als sechstplatzierter Kandidat deutlich verpasst hatte, setzte sich Kinastowski mit 63,5 % der Stimmen deutlich gegen den KO-Kandidaten Grodziński durch und wurde neuer Stadtpräsident.

### Stadtrat
Der Stadtrat umfasst 23 Mitglieder. Die Wahl im April 2024 führte zu folgendem Ergebnis:
- Wahlkomitee „Krystian Kinastowski – Koalicja Kalisza“ 28,6 % der Stimmen, 7 Sitze
- Koalicja Obywatelska (KO) 27,5 % der Stimmen, 8 Sitze
- Prawo i Sprawiedliwość (PiS) 22,4 % der Stimmen, 6 Sitze
- Trzecia Droga (TD) 10,5 % der Stimmen, 2 Sitze
- Lewica 7,9 % der Stimmen, kein Sitz
- Wahlkomitee „Aktiv 2024“ 3,1 % der Stimmen, kein Sitz

Die Wahl im Oktober 2018 führte zu folgendem Ergebnis:
- Koalicja Obywatelska (KO) 23,8 % der Stimmen, 8 Sitze
- Prawo i Sprawiedliwość (PiS) 21,1 % der Stimmen, 7 Sitze
- Unabhängiger Block „Wszystko i Samorządny zgodnie dla Kalisza“ 20,4 % der Stimmen, 5 Sitze
- Sojusz Lewicy Demokratycznej (SLD) / Lewica Razem (Razem) 14,5 % der Stimmen, 3 Sitze
- Wahlkomitee „Grzegorz Sapiński – parteilos“ 5,9 % der Stimmen, kein Sitz
- Wahlkomitee „Hier und Jetzt“ 5,4 % der Stimmen, kein Sitz
- Wahlkomitee Piotr Kościelny 5,1 % der Stimmen, kein Sitz
- Kukiz’15 3,7 % der Stimmen, kein Sitz

## Wirtschaft

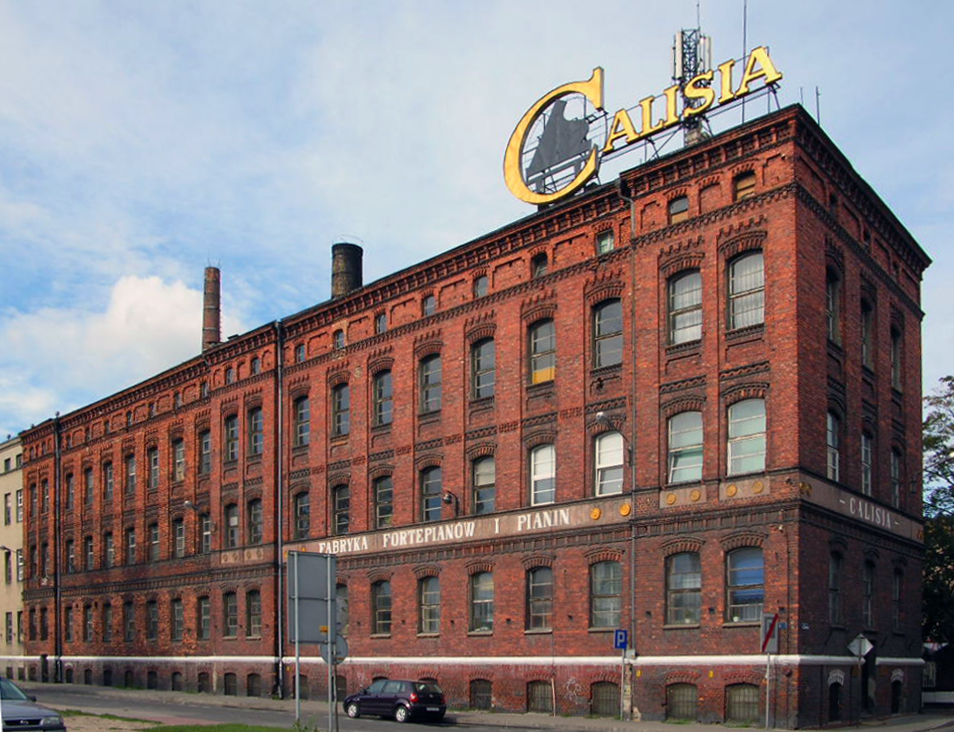
Arnold Fibigers ehemalige Klavierfabrik

Das Wirtschaftsleben der Stadt wird von der Industrie dominiert. Vorherrschende Branchen sind die Textilindustrie, die schon im 19. Jahrhundert über Polen hinaus bekannt war, die Nahrungsmittel- und die Getränkeindustrie sowie die Luftfahrt- und die Metallindustrie. Die Herstellung von Klavieren wurde 1878 von Arnold Fibiger begründet. Heute hat die Firma Wilhelm Schimmel einen Produktionsstandort in Kalisz.

### Verkehr
Im Jahr 2023 hatte Kalisz keinen Anschluss an das Fern- und Schnellstraßennetz.
Der Fernverkehrsbahnhof Kalisz liegt an der Bahnstrecke Łódź–Forst (Lausitz); die Schmalspurbahn Kalisz–Turek ist teilweise eine Museumseisenbahn.
Die städtische Busgesellschaft KLA befördert mit ihren neu erworbenen Bussen auf 16 innerstädtischen und zwölf Vorortlinien insgesamt 19 Millionen Fahrgäste pro Jahr. Die Einwohner von Kalisz können den Nahverkehr seit Januar 2023 kostenfrei nutzen. Dies gilt vorerst bis Ende 2024.
Als Stadt mit der höchsten PKW-Dichte Polens leidet Kalisz unter einem Parkplatzmangel, der durch Einführung von Parkraumbewirtschaftung gemildert werden soll.

## Öffentliche Einrichtungen

### Bildungseinrichtungen
Neben zwölf Berufs- und 24 Fachschulen gibt es drei Hochschulen mit insgesamt 5500 Studenten.

## Städtepartnerschaften
- Erfurt (Deutschland), seit 1982
- Hamm (Deutschland), seit 1991
- Hautmont (Frankreich), seit 1959
- Kamjanez-Podilskyj (Ukraine)
- La Louvière (Belgien)
- Tongern (Belgien)
- Martin (Slowakei)
- Preston (Vereinigtes Königreich)
- Southampton (Vereinigtes Königreich)
- Heerhugowaard (Niederlande)
- Adria (Italien)
- Szentendre (Ungarn)
- Minsk – Frunzenski (Belarus)

## Kultur und Sehenswürdigkeiten

### Archäologisches Reservat
- Teilweise rekonstruierter Burgwall einer Piastenburg (?) im Stadtteil Zawodzie aus der Zeit um 827 – 854
- Reste des Walls (nach 874) einer Burganlage im Stadtteil Ogrody mit angrenzenden Siedlungsspuren vom 7. bis 11. Jahrhundert[8]

### Theater
- Wojciech-Bogusławski-Theater

### Museen
- Das Bezirksmuseum

### Bauwerke
- Franziskanerkirche zum Hl. Stanislaus (13.–18. Jahrhundert gotisch, barocke Ausstattung)
- Garnisonskirche (ehemalige Jesuiten-, später evangelische Kirche, 17./18. Jahrhundert, barock)
- Kathedrale zum Heiligen Nikolaus (gotisch-neugotisch, barocke Ausstattung, eine interessante Kapelle im Jugendstil, 13.–19. Jahrhundert)
- Städtische Pfarrkirche zum Heiligen Joseph, (17.–18. Jahrhundert Barock)
- Jesuitenkirche (ehem. Bernhardiner-) zu Mariae Verkündigung (18. Jahrhundert, Barock)
- Nazarethanerkirche zum Heiligen Joseph und Heiligen Peter von Alcantara (18. Jahrhundert, Rokoko)
- Kadettenhaus

### Friedhöfe
- Evangelischer Friedhof (ab 17. Jahrhundert). Dort begegnen wir allen Namen der Industriellen, deren Namen in der Geschichte der Stadt Kalisz (19. Jahrhundert) aufgeführt sind.
- Russisch-orthodoxer Friedhof (ab 18. Jahrhundert)
- Jüdischer Friedhof (Stadtteil Widok). Einziger noch erhaltener kleiner jüdischer Friedhof (19. Jahrhundert) in der heutigen Stadt. Der älteste, nicht weit von der Stadtmitte gelegen, mit teilweise mittelalterlichen Gräbern, wurde um 1940 von den Nazis zerstört.
- Soldatenfriedhof (1916). Hier liegen auch viele Deutsche, die ab 1939 in Kalisch angesiedelt wurden.
- Sowjetischer Ehrenfriedhof (1946). Die große Gedenksäule besteht aus dem Granit der Neuen Reichskanzlei in Berlin.

### Umgebung
- Schloss Gołuchów, 20 Kilometer nordwestlich der Stadt. Monumentale Adelsresidenz mit Landschaftspark und Kunstsammlungen, Teil des Nationalmuseums Posen.
- Bahnhof Nowe Skalmierzyce, zwei Kilometer südlich von der heutigen Stadtgrenze entfernt. Riesiger neugotischer Bau, um 1905 errichtet, bis 1918 Grenzbahnhof des Deutschen Kaiserreiches.

### Regelmäßige Veranstaltungen
- Konzerte des städtischen Sinfonieorchesters und des Studenten-Chores Polifonia

## Persönlichkeiten

### Söhne und Töchter der Stadt
- Sabbatai Ben Josef (1641–1718), jüdischer Schriftsteller, Schöpfer der ersten jüdischen Buchdruckerei in Dyhernfurth
- Dawid Flamm (1793–1876), Gynäkologe
- Karl Heinrich Hermes (1800–1856), deutscher Journalist und Publizist
- Thekla von Gumpert (1810–1897), Schriftstellerin
- Adolf Loewe (1811–1885), Architekt
- Ludwig Adolf Neugebauer (1821–1890), Gynäkologe
- Maria Angela Truszkowska (1825–1899), Selige und Ordensgründerin
- Adam Asnyk (1838–1897), Dichter
- Henryk Dobrzycki (1841–1914), Arzt und Philanthrop
- Arnold Fibiger (1847–1915), Industrieller
- Natalie von Modl (1850–1916), deutsche Genre- und Porträtmalerin
- Franciszek Ludwik Neugebauer (1856–1914), Gynäkologe
- Roman Statkowski (1859–1925), Komponist und Musikpädagoge
- Juliusz Bursche (1862–1942), Superintendent, später Landesbischof der Evangelischen Kirche Polens, Häftling im KZ Sachsenhausen
- Henryk Melcer-Szczawiński (1869–1928), Pianist, Dirigent, Komponist und Musikpädagoge
- Stanisław Wojciechowski (1869–1953), Polens zweiter Staatspräsident
- Tekla Trapszo (1873–1944), Schauspielerin
- Jerzy Świrski (1882–1959), Vizeadmiral
- Zygmunt Idzikowski (1884–1911), Dichter
- Julian Ulrych (1888–1959), Militär und Politiker
- Maria Dąbrowska (1889–1965), Schriftstellerin
- Stanisław Saks (1897–1942), Mathematiker, Opfer des Holocaust
- Siegmund Stein (1897–1942), deutscher Rabbiner
- Yehiel Krize (1908–1968), israelischer Maler
- Janusz Makowski (1912–1972), Journalist und römisch-katholischer Politiker, Abgeordneter zum Sejm der VR Polen
- Vitka Kempner (1920–2012), polnisch-jüdische Partisanin in Litauen und israelische klinische Psychologin
- Tadeusz Pniewski (1914–1994), Arzt und Memoirenautor
- Yakov Springer (1921–1972), israelischer Kampfrichter, Attentatsopfer bei den Olympischen Spielen
- Alina Szapocznikow (1926–1973), Bildhauerin und Grafikerin
- Jan Tarasin (1926–2009), abstrakter Maler, Graphiker, Illustrator und Kunsttheoretiker
- Richard Breite (* 1928), Pastor und Gründer der christlichen Pfadfinderschaft „Royal Rangers“
- Janina David (1930–2023), Schriftstellerin
- Stanisław Pawlak (* 1933), Richter am Internationalen Seegerichtshof
- Jan Wróblewski (1936–2024), Jazzmusiker, Komponist, Arrangeur und Dirigent, sowie Journalist und Musikkritiker
- Michael Weindel (1942–2025), Architekt
- Wolf Werner (1942–2018), Fußballmanager
- Jerzy Mikołajczyk (* 1947), Radrennfahrer
- Adam Jezierski (* 1948), Chemiker und Rektor der Breslauer Universität
- Jerzy Głowacki (1950–2022), Radrennfahrer
- Wojciech Kunicki (* 1955), Germanist und Hochschullehrer
- Adam Szejnfeld (* 1958), von 2007 bis 2009 stellvertretender Wirtschaftsminister Polens
- Mieczysław Szcześniak (* 1964), Musiker
- Adam Hofman (* 1980), Politiker, Abgeordneter des Sejm
- Anna Grzesiak (* 1987), Profi-Triathletin
- Marta Walczykiewicz (* 1987), Kanutin
- Adam Balski (* 1990), Boxer

### Mit der Stadt verbundene Persönlichkeiten
- Stefan Giller (1833–1918), Schriftsteller und Lehrer in Kalisz und Opatowek
- Maria Konopnicka (1842–1910), Dichterin
- Mieszko III. (1126–1202), Herzog von Polen, starb hier und wurde hier begraben
- Stanisław Napierała (* 1936), Bischof von Kalisz seit 1992 und Ehrenbürger der Stadt seit 2004
- Zofia Poznańska (1906–1942), Widerstandskämpferin, in Kalisz aufgewachsen
- Carl Heinrich Zöllner (1792–1836), Pianist, Organist und Komponist, wirkte von 1816 bis 1820 in Kalisz
- Alexander Ulrych, Großkaufmann, Widerstandskämpfer, Häftling im KZ Buchenwald, wirkte hier 1912–1944